# 오스트루프군 (마조프셰주)

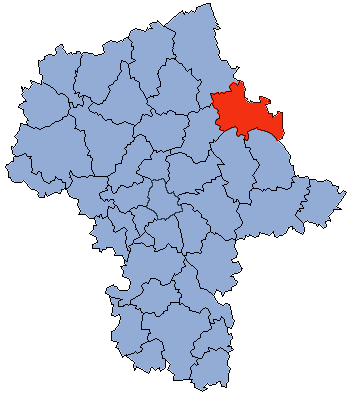
마조프셰주 지도에 표시된 오스트루프군의 위치

오스트루프군(폴란드어: powiat ostrowski)은 폴란드 마조프셰주에 위치한 군으로 군청 소재지는 오스트루프마조비에츠카이며 면적은 1,218.06km2, 인구는 72,558명(2019년 기준), 인구 밀도는 60명/km2이다.
북쪽으로는 포들라스키에주 웜자군, 북동쪽으로는 포들라스키에주 잠브루프군, 동쪽으로는 포들라스키에주 비소키에마조비에츠키에군, 남쪽으로는 소코우프군, 벵그루프군, 남서쪽으로는 비슈쿠프군, 북서쪽으로는 오스트로웽카군과 접한다. 11개 지방 자치체(1개 도시, 1개 도시형 농촌, 9개 농촌)를 관할한다.

군기
군 문장